# Arkéa Arena
L'Arkéa Arena est une salle de spectacle située à Floirac, commune de Bordeaux Métropole (France), entrant dans le cadre de l'opération d'intérêt national Bordeaux-Euratlantique.
Inaugurée le 24 janvier 2018, elle permet à la métropole bordelaise de venir compléter son offre culturelle et d'accueillir des tournées d'artistes nationaux et internationaux, en remplacement de  la Patinoire de Mériadeck, considérée comme vétuste et dont l'utilisation comme salle de spectacle gênait les clubs sportifs.

## Présentation
Située à Floirac, la nouvelle grande salle de spectacle de la métropole bordelaise offre une capacité d'accueil pour tous les types de spectacles et manifestations de 2 500 à 11 300 places maximum. La salle est principalement utilisée pour des concerts, spectacles et des événements sportifs. Elle dispose de plusieurs espaces réceptifs dont 2 salons (Public et Privé), une brasserie ouverte sur le parvis, une coursive (au 2e étage) et plusieurs points de restauration. Son inauguration a lieu le 24 janvier 2018 .

## Construction
C'est le groupement Lagardère Live Entertainment (mandataire et exploitant de la salle), Bouygues Bâtiment Centre Sud Ouest (construction), et Rudy Ricciotti (architecte) qui a remporté l'appel d'offre le 20 décembre 2013,.
Le permis de construire a été accordé en juillet 2015, les travaux ont démarré en 2016, et la première pierre a été posée le 11 avril 2016 . La construction s'achève en janvier 2018.
Bordeaux Métropole investit 58,13 M€ pour la salle, 14,9 M€ pour le parking et 3,9 M€ de frais divers, soit 77 millions d'euros. L'exploitant de la salle est désigné pour une durée de 20 ans (17 ans à partir de l'ouverture) en suivant le cahier des charges. Après quoi, la collectivité en deviendra propriétaire.

## Histoire
L'inauguration officielle de la salle a lieu le 24 janvier 2018 avec un concert de Depeche Mode, dont les 11 000 places ont été vendues en quelques minutes. À l'issue de ce premier concert, les spectateurs saluent les prestations offertes par la salle, en comparaison en particulier de la patinoire de Mériadeck. Rudy Ricciotti déplore cependant une sous-utilisation des possibilités acoustiques du bâtiment par l'ingénieur du son du groupe.
Les 16 et 17 mars 2018, à l'occasion de la Saint-Patrick, la Bordeaux Métropole Arena est illuminée en vert à l'occasion du Global Greening, un mouvement lancé par l'Office du Tourisme d'Irlande quelques années auparavant, qui incite les points d'intérêt mondiaux à s'illuminer en vert afin de célébrer l'Irlande et promouvoir le tourisme dans ce pays.
Le 2 avril 2018, la façade de la salle s'éclaire cette fois en bleu. Par cette action, la salle souhaite attirer l'attention à l'occasion de la Journée mondiale de la sensibilisation à l'autisme.
Le 18 mai 2018, la salle accueille son 200 000e spectateur moins de six mois après son ouverture. Ce dernier est accueilli par l'équipe de la salle et se voit remettre deux « Golden Tickets » pour lui permettre d'assister à l’événement de son choix.
En juin 2018, la Bordeaux Métropole Arena lance les « Arena Tours » : des visites guidées de la salle les jours ou cette dernière n'est pas exploitée afin de permettre à tous de pouvoir découvrir les coulisses et le fonctionnement d'une grande salle de spectacle,.
Le 3 octobre 2018, le Crédit mutuel Arkéa obtient le naming de la salle qui devient officiellement « Arkéa Arena ». Ce parrainage est conclu pour une période de 10 ans.
Le 14 novembre 2018, l'Arkéa Arena reçoit sa plus grosse production depuis l'ouverture : « Ovo » par le Cirque du Soleil (plus de 23 semi-remorques) pour cinq jours de représentations. À cette occasion, la troupe de la compagnie québécoise investit la salle de spectacle et prend également la main sur le site internet et les réseaux sociaux de cette dernière, au cours d'une campagne marketing baptisée #TakeOVOr. Pendant 5 jours, l'Arena devient « verte » (couleur du spectacle) : bâtiment illuminé en vert, réseaux sociaux également entièrement refondus aux couleurs du spectacle ; Les « circassiens » publient des vidéos et photos des coulisses et expliquent le fonctionnement d'une telle production. Avec 7 représentations de 4 000 personnes, ce sont au total 28 000 personnes qui font le déplacement,.
La salle accueille le spectacle des Enfoirés pour 6 séances du 24 au 28 janvier 2019 au profit des Restos du Cœur.
Le 30 janvier 2019, la salle lance un jeu concours baptisé "Ultimate Arena Experience" à l'occasion de son 1er anniversaire, permettant à 2 personnes de gagner 1 an de concerts et spectacles gratuits.
Le 9 mars 2019, la production de Nicki Minaj annule le concert prévu le soir même dans le cadre son The Nicki Wrld Tour. Le producteur publie un communiqué dans la foulée en annonçant que la salle refuse que le concert soit joué sans donner plus d'informations. La star est aperçue au même moment à la foire aux plaisirs de Bordeaux, une fête foraine annuelle. Le lendemain, la salle publie un communiqué expliquant les raisons de cette annulation, la production ayant refusé de se mettre en « conformité avec la réglementation française concernant la protection de l’alimentation électrique d’une partie de leur matériel technique. » Le show demande en effet cent fois plus d'électricité que ne l'autorisent les lois européennes (3 ampères au lieu de 30 milliampères). Après plusieurs heures de négociation, la production refusera de se conformer à ces normes et annoncera l'annulation du spectacle. Le même souci a été rencontré quelques jours plus tôt le 22 février, à Bratislava en Slovaquie et a également entraîné une annulation.
En octobre 2019, la salle de la métropole bordelaise annonce vouloir répondre à une problématique récurrente de certains spectateurs souhaitant offrir un événement à leurs proches sans connaitre leurs disponibilités et goûts en matière de spectacles. Afin de répondre à cette problématique, la salle propose désormais des cartes cadeaux Arkéa Arena. Ces dernières peuvent être commandés uniquement sur le site de la salle et sont utilisables sur ce même site et sur le site du vendeur de billets Ticketmaster. Arkéa Arena devient ainsi la première et unique grande salle française à proposer ce service à ses spectateurs.
Le 4 décembre 2019, Arkéa Arena propose la "Fan Expérience" dont le principe est le suivant : la salle permet à deux de ses spectateurs d'assister au concert d'un(e) artiste et de le/la  rencontrer en privé et en coulisses à cette occasion. Le premier artiste à inaugurer cette expérience est Pascal Obispo. Les deux gagnants rencontrent alors la vedette après le concert. Le 16 janvier 2020, Arkéa Arena lance une nouvelle édition fan expérience avec cette fois la chanteuse québécoise Véronic DiCaire à l'occasion de sa prochaine venue.
En 2019 et pour la deuxième année consécutive, Arkéa Arena avec plus de 480 000 spectateurs est la première salle de spectacle en termes de fréquentation hors Paris.
Fermée à cause de la crise sanitaire de Covid-19, l’Arkéa Arena doit annuler de nombreux événements en 2020.

## Évènements
L'Arkéa Arena a accueilli de nombreux concerts avec des stars françaises et internationales comme :
- Depeche Mode le 24 janvier 2018
- Imagine Dragons le 4 avril 2018
- Shakira le 24 juin 2018
- Les Enfoirés du 24 au 28 janvier 2019
- Mariah Carey le 11 juin 2019
- Elton John le 22 juin 2019
- Alice Cooper le 5 septembre 2019
- Sting le 22 octobre 2019
- Lara Fabian le 13 février 2020
- Alicia Keys le 6 juillet 2022 (initialement prévu le 9 juillet 2020, puis reporté en juillet 2021, puis juillet 2022 en raison de l'épidémie de Covid-19)
- Hans Zimmer le 9 mai 2023
- Peter Gabriel le 15 juin 2023
- Björk le 5 décembre 2023

L'Arkéa Arena devait aussi accueillir :
- Nicki Minaj le 9 mars 2019 (annulé par la production)